# 봉신동
봉신동(奉新洞)은 대한민국 서울특별시의 폐지된 행정동이다. 1963년 1월 1일에 봉천동 지역과 신림동 지역을 관할하여 설치되었고, 1966년 5월 1일에 폐지되었다.

## 같이 보기
- 봉천동
- 신림동